# 제임스 크레이튼
제임스 크레이튼(영어: James Creighton, 1850년 6월 12일 - 1930년 6월 27일)은 캐나다의 변호사, 엔지니어, 저널리스트, 그리고 운동선수였다. 크레이튼은 맥길대학교에서 법학 학위를 받았으며, 현대 아이스하키의 발명자로 간주된다. 현대적인 아이스하키 경기는 1875년 3월 3일 크레이튼과 맥길 대학교 대학생들이 몬트리올의 빅토리아 스케이트 링크에서 시작한 것이 그 시초다. 1877년 크레이튼과 맥길 대학교 학생들은 아이스하키의 경기 규칙을 만들었으며, 최초의 하키 클럽인 맥길 대학교 하키클럽이 1877년 창설되었다. 1886년에는 캐나다 아마추어 하키 연맹이 만들어졌고, 1920년에는 올림픽의 정식 종목으로 채택된 이후로 아이스하키는 캐나다에서 가장 사랑 받는 동계 스포츠 종목이 되었다.